# Bukova (Suhopolje)
Bukova falu Horvátországban Verőce-Drávamente megyében.  Közigazgatásilag Suhopoljéhoz tartozik.

## Fekvése
Verőce központjától légvonalban 10, közúton 13 km-re délkeletre, községközpontjától 3 km-re délre, Nyugat-Szlavóniában, a Bilo-hegység északi lejtőin, a Leskovac és Bukovica-patakok völgye között fekszik.

## Története
Bukova a 20. század első felében keletkezett és csak 1948 óta számít önálló településnek. Nevét a bükkfa szláv nevéből (bukva) kapta. 1991-ben 45 főnyi lakosságának 91%-a horvát nemzetiségű volt. 2001-ben a településnek 18 lakosa volt.

## Lakossága
| Lakosság változása | Lakosság változása | Lakosság változása | Lakosság változása | Lakosság változása | Lakosság változása | Lakosság változása | Lakosság változása | Lakosság változása | Lakosság változása | Lakosság változása | Lakosság változása | Lakosság változása | Lakosság változása | Lakosság változása | Lakosság változása |
| ------------------ | ------------------ | ------------------ | ------------------ | ------------------ | ------------------ | ------------------ | ------------------ | ------------------ | ------------------ | ------------------ | ------------------ | ------------------ | ------------------ | ------------------ | ------------------ |
| 1857               | 1869               | 1880               | 1890               | 1900               | 1910               | 1921               | 1931               | 1948               | 1953               | 1961               | 1971               | 1981               | 1991               | 2001               | 2011               |
| 0                  | 0                  | 0                  | 0                  | 0                  | 0                  | 0                  | 0                  | 315                | 274                | 272                | 179                | 85                 | 45                 | 18                 | n. a.              |

## Nevezetességei
A faluban egy egyszerű fa harangláb található.